# Cmentarz wojenny nr 276 – Brzesko
Cmentarz wojenny nr 276 – Brzesko – austriacki cmentarz wojenny z okresu I wojny światowej wybudowany przez Oddział Grobów Wojennych C. i K. Komendantury Wojskowej w Krakowie i znajdujący się na terenie jego okręgu VIII Brzesko.
Zabytkowa nekropolia, znajduje się w Brzesku przy ul. Czarnowiejskiej. Najważniejsze elementy to: ściana szczytowa z tablicą inskrypcyjną, zespół bramny z płaskorzeźbami orłów po bokach oraz znajdujący się pośrodku cmentarza, stojący na cokole krzyż jako pomnik centralny. Po prawej i lewej stronie, pod murem, znajdują się groby oficerów.
Pochowano na nim 441 żołnierzy austriackich, 3 żołnierzy niemieckich oraz 63 żołnierzy rosyjskich. Polegli oni lub zmarli w brzeskich wojskowych lazaretach i szpitalach polowych w okresie listopad–grudzień 1914 oraz styczeń–czerwiec 1915.
Do 2016 r. znajdowała się na nim również mogiła poległych funkcjonariuszy UB, MO, ORMO.
Cmentarz projektował Robert Motka.

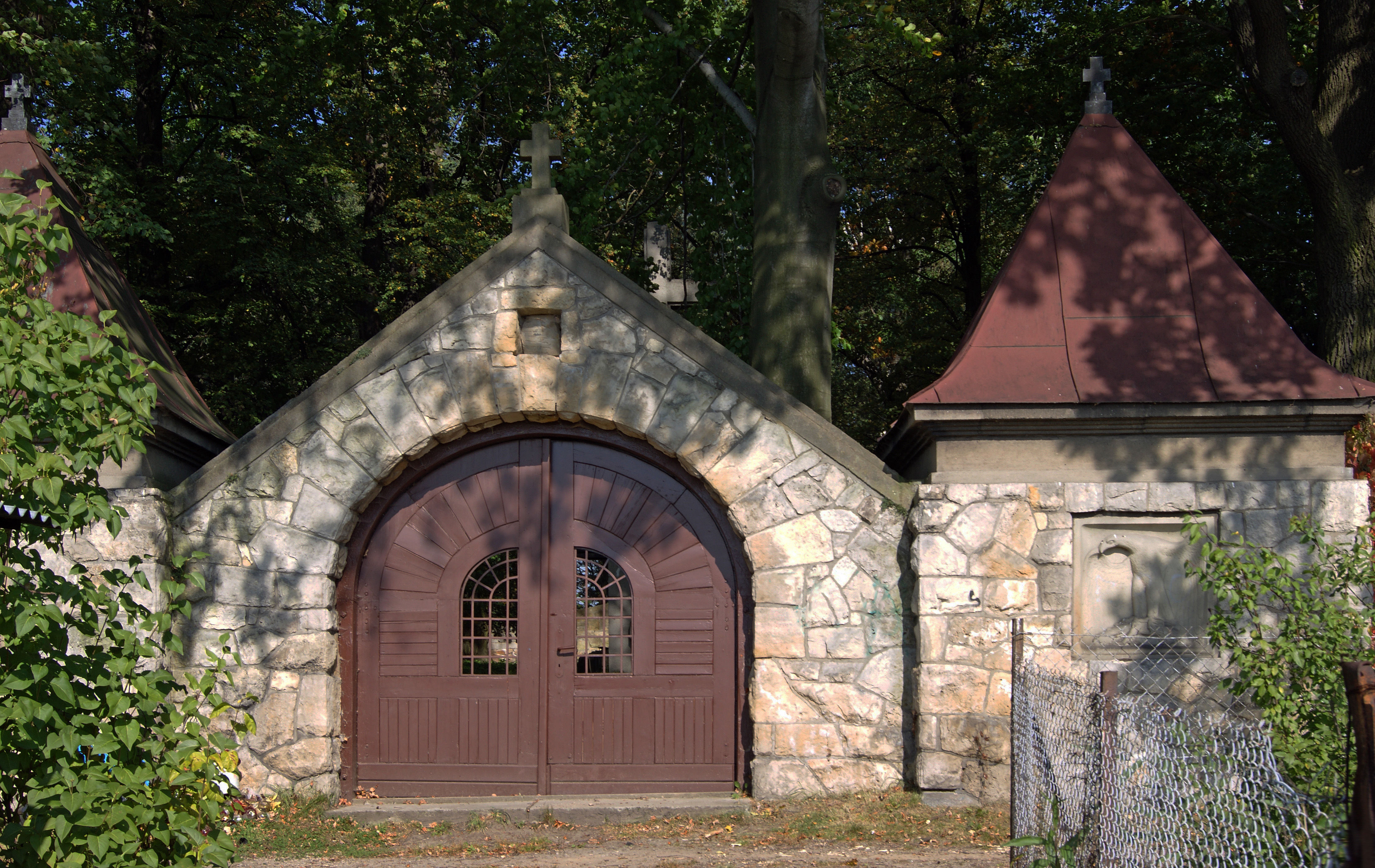
Brama wejściowa
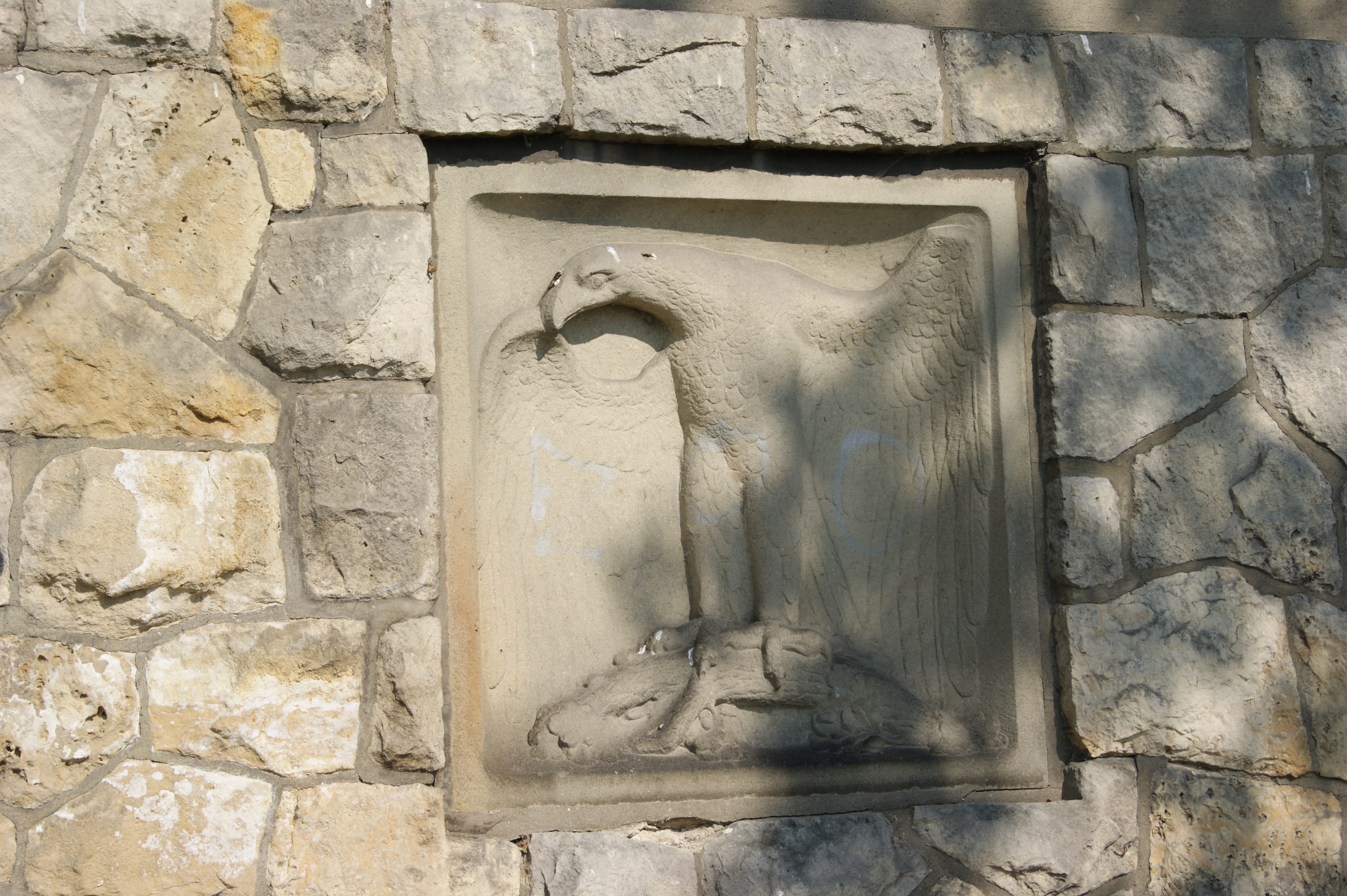
Orzeł
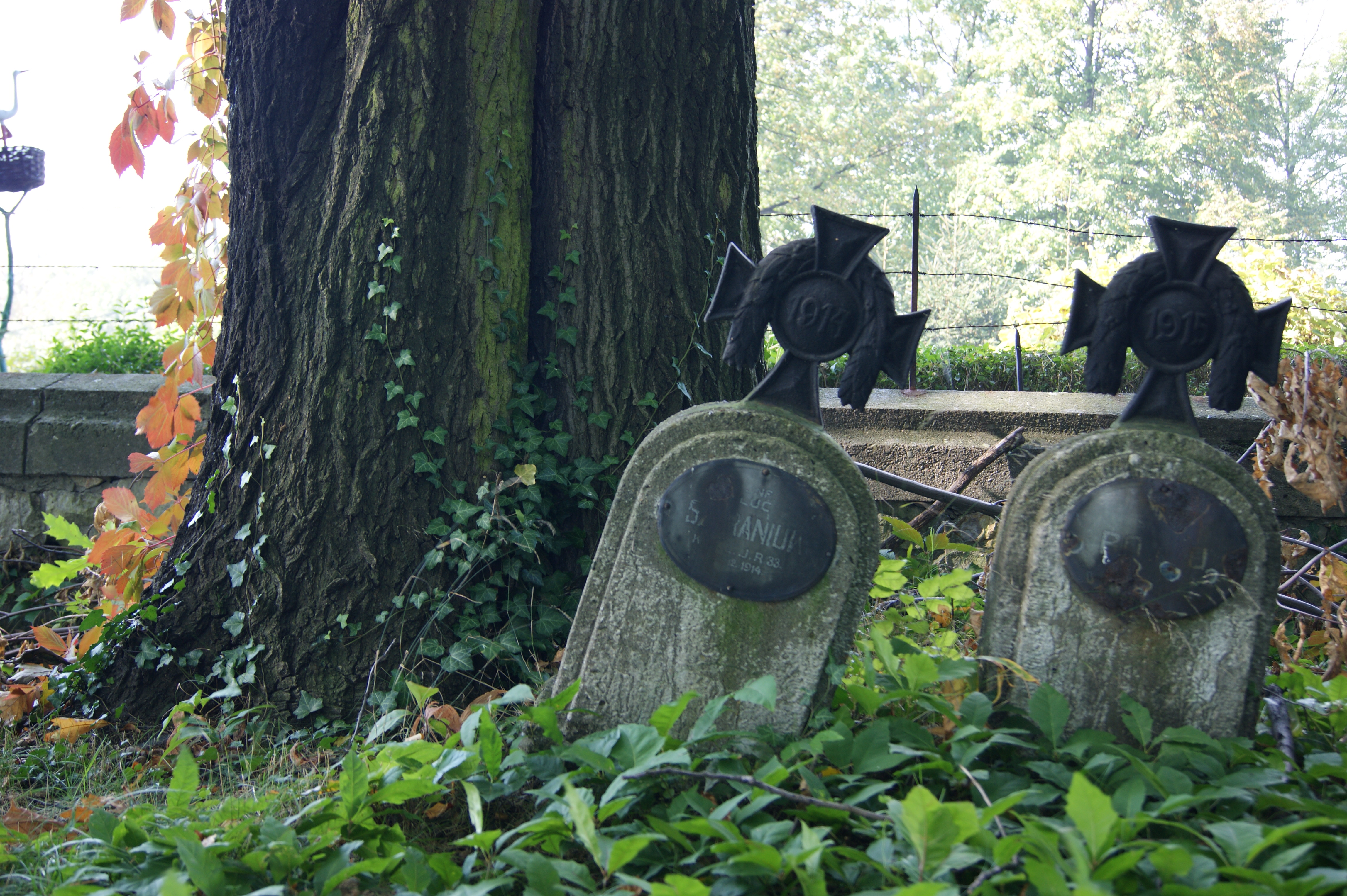
Groby
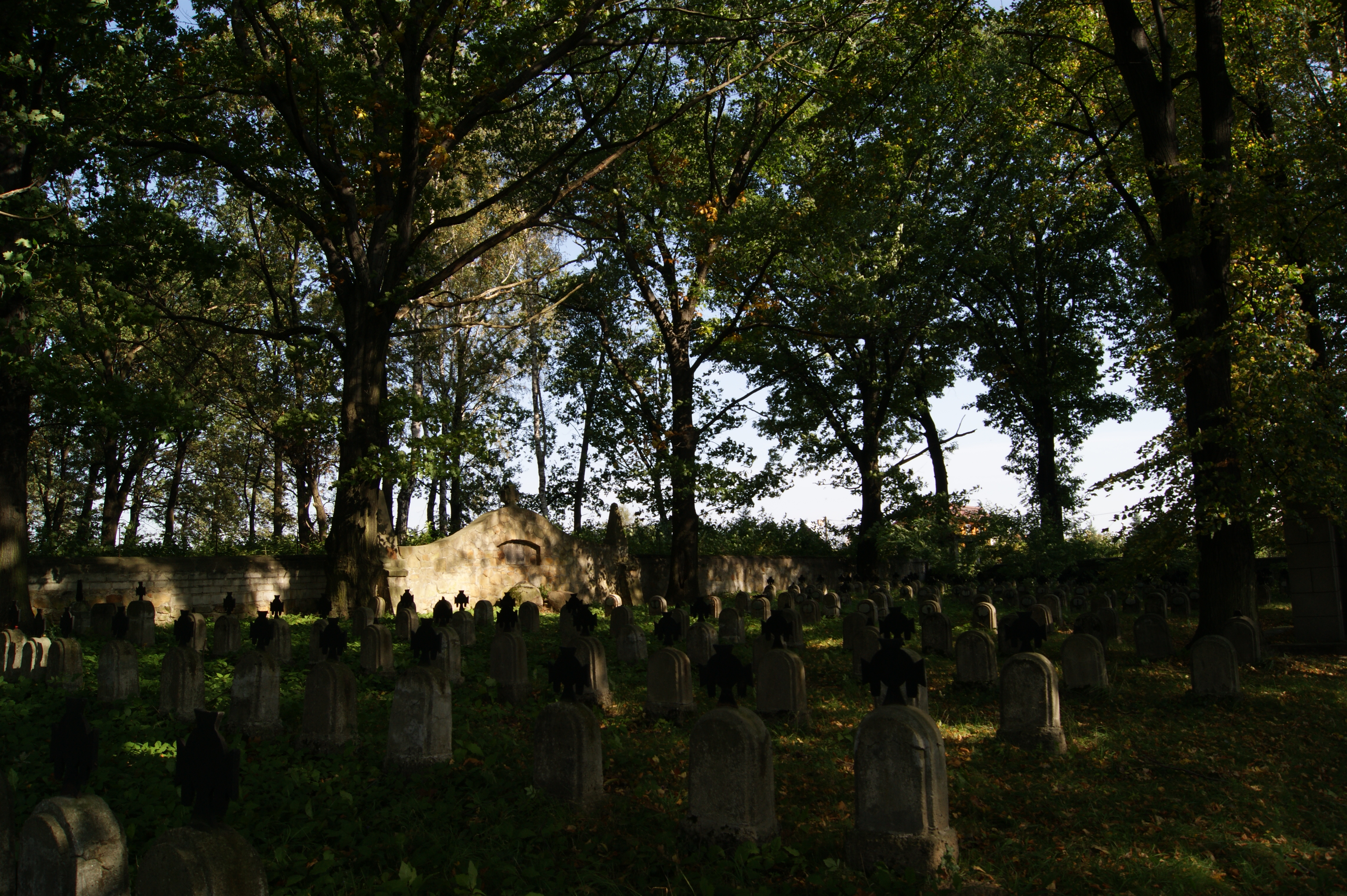
Widok ogólny
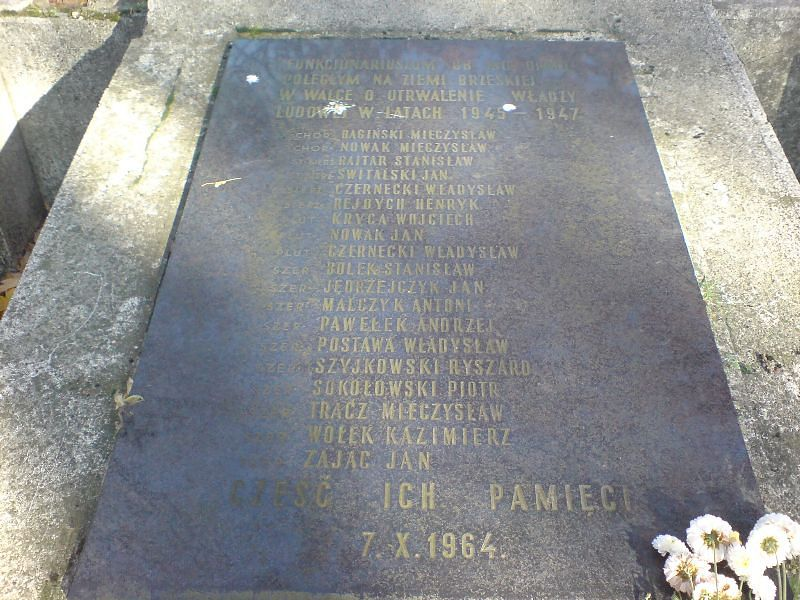
Nieistniejąca już tablica ku czci poległych funkcjonariuszy UB MO ORMO poległych na ziemi brzeskiej w latach 1945–1947
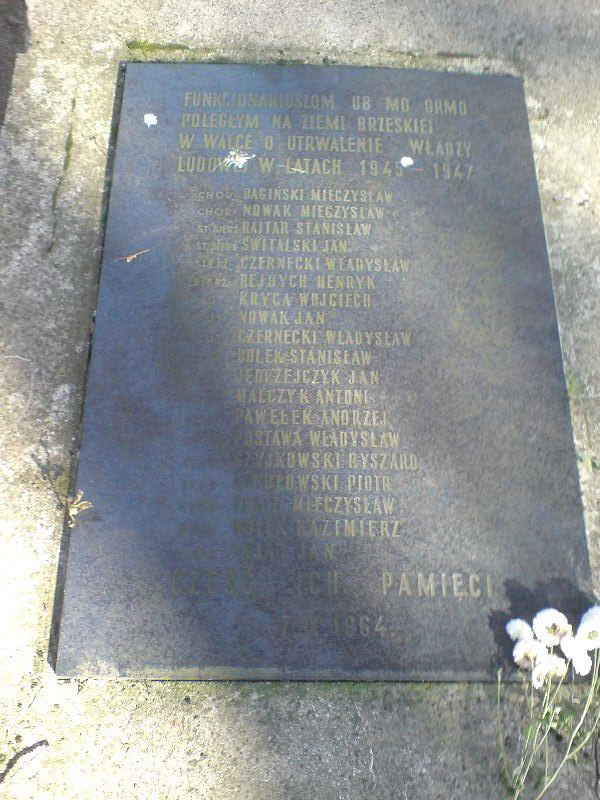
Nieistniejąca już tablica ku czci poległych funkcjonariuszy UB MO ORMO poległych na ziemi brzeskiej w latach 1945–1947